# Lortatjärnen
Lortatjärnen är en sjö i Ånge kommun i Medelpad och ingår i Delångersåns huvudavrinningsområde. Sjön har en area på 0,261 kvadratkilometer och ligger 400 meter över havet. Sjön avvattnas av vattendraget Delångersån (Svågan).

## Delavrinningsområde
Lortatjärnen ingår i det delavrinningsområde (691334-150236) som SMHI kallar för Utloppet av Lortatjärnen. Medelhöjden är 408 meter över havet och ytan är 1,23 kvadratkilometer. Räknas de 3 avrinningsområdena uppströms in blir den ackumulerade arean 25,45 kvadratkilometer. Avrinningsområdets utflöde Delångersån (Svågan) mynnar i havet. Avrinningsområdet består mestadels av skog (58 procent) och sankmarker (21 procent). Avrinningsområdet har 0,26 kvadratkilometer vattenytor vilket ger det en sjöprocent på 21,1 procent.